# 秋田県立新屋高等学校
秋田県立新屋高等学校（あきたけんりつあらやこうとうがっこう）は、秋田県秋田市豊岩石田坂字鎌塚に所在する公立の高等学校。

## 概要
1984年開校。普通科設置。

## 沿革
- 1984年
  - 4月1日 - 開校
  - 5月8日 - PTA発足
  - 5月16日 - 体育館、管理棟、教室棟完成
  - 5月24日 - 新屋高校賛歌制定　
  - 7月4日 - 開校式
- 1985年
  - 3月18日 - 第二体育館完成
  - 4月1日 - 校歌制定（作曲：三善晃）
  - 6月15日 - 格技場、プール完成
- 1986年3月20日 - テニスコート、自転車置き場、野球場、クラブハウス、陸上競技場完成
- 1987年3月6日 - 同窓会設立
- 2002年11月2日 - 新屋高校後援会発足
- 2008年7月20日 - 弓道場竣工式
- 2009年7月4日 - 校訓「自尊・自知・自制」を制定
- 2022年4月 - 新制服採用。秋田県内では初のジェンダーレス制服。

## 部活動
弓道部は2010年にインターハイで個人優勝したほか、何度も全国大会に出場している。吹奏楽部は全日本吹奏楽コンクールに12回の出場があり、1998年に金賞を受賞している。
- 運動部 - 陸上競技、バスケットボール、テニス、バドミントン、ソフトボール、弓道、硬式野球、サッカー、卓球、剣道、水泳
- 文化部 - 吹奏楽、写真、美術、書道、演劇、茶道、理科研究、英会話
- 同好会 - 軽音楽

## 主な卒業生
- 土田世紀（漫画家）
- 藤田太陽（元プロ野球選手）
- 椎名恵（ローカルタレント）
- 鈴木健児（元サッカー選手）

## アクセス
- JR羽越本線新屋駅 徒歩20分
- 秋田中央交通「新屋高校前」停留所